# Kamau Brathwaite
Edward Kamau Brathwaite (* 11. Mai 1930 als Lawson Edward Brathwaite in Bridgetown, Barbados; † 4. Februar 2020 auf Barbados) war ein englischsprachiger Dichter, Schriftsteller und Mitbegründer des Caribbean Artists Movement (CAM). Er wurde bekannt für seine Arbeiten über das Kulturleben von Schwarzafrikanern in Afrika und der amerikanischen Diaspora.

## Leben
Kamau Brathwaite besuchte ab 1945 das Harrison College in Barbados und erhielt 1949 das Barbados Stipendium für den Besuch der Cambridge University, wo er einen B.A. in Geschichte erwarb. Um 1953 begann er die Mitarbeit bei der BBC im Caribbean Voices Program in London. 1954 schloss er sein Studium mit einem Diplom der Erziehungswissenschaft des Pembroke College ab und ging 1955 als Education Officer für das Bildungsministerium an die Goldküste nach Ghana. 1960 heiratete er die Guyanarin Doris Monica Wellcome Guyana in Guyana während eines Urlaubs.
Während er in Ghana war, schrieb er das Theaterstück Odale’s Choice, das an der Mfantisman Secondary School in Ghana uraufgeführt wurde. Eine vollständige Produktion des Stücks wurde später in Accra aufgeführt. 1962 wechselte Brathwaite auf die andere Seite des Atlantiks und wurde Resident Tutor im Department of Extra-Mural Studies in St. Lucia. Ende 1963 reiste er zur University of the West Indies (UWI), Mona Campus in Kingston, um dort an der Historischen Fakultät zu unterrichten.
1965 kehrte Brathwaite nach England zurück, um an der University of Sussex mit einer Arbeit über die kreolische Gesellschaft Jamaikas zu promovieren. In dieser Zeit war er 1966 in London einer der Gründer und Sekretär des Caribbean Artists Movement (CAM). 1971 gründete er für das CAM die Zeitschrift Savacou an der University of the West Indies. Im gleichen Jahr erhielt Brathwaite den Namen Kamau von der Großmutter des kenianischen Schriftstellers Ngũgĩ wa Thiong’o in Limuru, Kenia, während seines Stipendiums an der University of Nairobi.
Zwischen 1997 und 2000 verbrachte Kamau Brathwaite drei Maroon Years im Cow Pasture, seinem jetzt berühmten und damals nach einem Hurrikan errichteten Haus in Barbados. In dieser Zeit heiratete er die Jamaikanerin Beverley Reid.
Kamau Brathwaite war ab 1991 Professor für Vergleichende Literatur an der New York University.
Er starb am 4. Februar 2020 im Alter von 89 Jahren.

## Werk
Brathwaite trat für eine Rückbesinnung der karibischen Literatur auf afrikanische Traditionen ein, die er als den einzigen Weg ansah, wieder eine eigene Identität zu erlangen. Sein besonderes Interesse galt dabei kreolischen Sprachen und musikalischen Techniken wie etwa der Improvisation (mit der er sich etwa 1967 in seinem Essay Jazz and the West Indian Novel beschäftigte). Brathwaite schrieb auch Dialektlyrik und beschäftigte sich mit religiösen Ritualen und Musikstilen wie dem Reggae. Spätere Werke beschäftigten sich stärker mit politischen Problemen und offenbaren Frustration bezüglich scheiternder politischer Umwälzungen in der Karibik. In den 90er Jahren war seine Lyrik zudem von persönlichen Unglücksfällen geprägt und stärker autobiografischer Natur; Hurricane Gilbert zerstörte Brathwaites Haus und seine Bibliothek, seine Frau Doris starb. Ab Mitte der 90er kehrte er zunehmend zu seinen frühen Ideen einer karibischen Kultur und Tradition zurück. Brathwaite vertrat ein Bild des Dichters als „divine interpreter“ (etwa „Interpret des Göttlichen“), der ein Opfer des materialistischen Denkens sei.

## Auszeichnungen
- 1970: Cholmondeley Award
- 1971: City of Nairobi Fellowship to the University of Nairobi, Kenya
- 1994: Neustadt International Prize for Literature
- 2002: Ehrendoktorwürde der University of Sussex
- 2006: International Winner of the Griffin Poetry Prize
- Guggenheim-Stipendium
- Fulbright-Programm
- Bussa Award
- Casa de las Américas
- Charity Randall Prize for Performance and Written Poetry
- 2015: Frost Medal
- 2018: PEN/Voelcker Award for Poetry

## Schriften (Auswahl)
- Four Plays for Primary Schools, 1964
- Odale’s Choice, 1967
- Rights of Passage, 1967
- Masks, 1968
- Islands, 1969
- Folk Culture of the Slaves in Jamaica, 1970
- The Development of Creole Society in Jamaica, 1770-1820, 1971
- The Arrivants. A New World Trilogy, 1973 (= Rights of Passage, Masks, Islands)
  - Die Ankömmlinge. Eine Neue Welt-Trilogie, übersetzt von Rainer Epp, Glossar und Nachwort von Jürgen Martini. Übersee-Museum Bremen, Bremen 1988, ISBN 3-88299-058-9.

- Contradictory Omens: Cultural Diversity and Integration in the Caribbean, 1974
- Other Exiles, 1975
- Days & Nights, 1975
- Black + Blues, 1976
- Mother Poem, 1977
- Soweto, 1979
- History of the Voice, 1979
- Jamaica Poetry, 1979
- Barbados Poetry, 1979
- Sun Poem, 1982
- Afternoon of the Status Crow, 1982
- Gods of the Middle Passage, 1982
- Third World Poems, 1983
- History of the Voice: The Development of Nation Language in Anglophone Caribbean Poetry, 1984
- Jah Music, 1986
- Roots, 1986
- X/Self, 1987
- Sappho Sakyi’s Meditations, 1989
- Shar, 1992
- Middle Passages, 1992
- Zea Mexican Diary, 1993
- Trench Town Rock, 1993
- Barabajan Poems, 1994
- Dream Stories, 1994
- Words Need Love Too, 2000
- Ancestors, 2001
- Magical Realism, 2002
- Golokwati, 2002
- Born to Slow Horses, 2005, ausgezeichnet mit dem Griffin Poetry Prize 2006
- Limbo, Oxford AQA GCSE English Anthology, 2005